# Don't Be Proud
Don't Be Proud è un singolo del 1994 dei Cappella.
Il brano, ultimo estratto dall'album U Got 2 Know ebbe un riscontro nelle classifiche di vendita di Belgio e Paesi Bassi.

## Trecce
1. Don't Be Proud (Original Version)  	 5:08
2. DDon't Be Proud (CCQT Mix) 6.02
3. Don't Be Proud (Techno Kingdom Mix) 5:21
4. Don't Be Proud (Plus Staples Mix) 5:13 [2]